# 858
| 858                |
| ------------------ |
| Dødsfald - Fødsler |
|                    |

| Gregoriansk kalender | 858 DCCCLVIII           |
| Ab urbe condita      | 1611                    |
| Armensk kalender     | 307 ԹՎ ՅԷ               |
| Kinesiske kalender   | 3554 – 3555 丁丑 – 戊寅 |
| Etiopisk kalender    | 850 – 851               |
| Jødisk kalender      | 4618 – 4619             |
| Hindukalendere       |                         |
| - Vikram Samvat      | 913 – 914               |
| - Shaka Samvat       | 780 – 781               |
| - Kali Yuga          | 3959 – 3960             |
| Iransk kalender      | 236 – 237               |
| Islamisk kalender    | 243 – 244               |

Se også 858 (tal)